# Stephen Freiheit
Stephen Freiheit (født 21. februar 1965) er en tyskfødt dansk fotograf, der efter studier på den tjekkiske filmskole har portrætteret en lang række danske og udenlandske personligheder, heriblandt Dalai Lama, Yoko Ono, Marc Almond, Pierre & Gilles, Natasha Atlas, Caroline Henderson, Trine Dyrholm, Mette Fugl, Sonja Richter m.fl. 
Siden 2003 har han været fast fotograf for blandt andet magasinet Jazz Special, hvortil han blandt mange andre har portrætteret Airto Moreira, Jørgen Leth, Avishai Cohen, Boris Rabinowizc. 
Freiheit udgav i 2003 i samarbejde med rapperen Kuku Agami portrætbogen "Related" til fordel for dansk Røde Kors og har bidraget til flere fotografiske bogudgivelser, heriblandt "En dag i Danmark". 
Stephen Freiheit har udstillet på bl.a. Galleri Chistian Dam, Charlottenborg, Centro Cultural Andrach, Fotografisk Center, Galopperiet og har produceret billedserier til en lang række danske og udenlandske dagblade og magasiner. Herudover har han produceret musikvideoer og kortfilm og arbejder på en større fotografisk bogudgivelse samt en kortfilm om eksiltibetanere i Nepal.